# 金龙镇 (重庆市)
金龙镇，是中华人民共和国重庆市永川区下辖的一个乡镇级行政单位。

## 行政区划
金龙镇下辖以下地区：
金龙场社区、金龙村、嘉阜村、灯坪村、解放村、洞子口村、燃灯村和金鼎村。